# 方領
方領（かたりょう/ほうりょう）とは公家領の一種で、堂上家の未家督者（部屋住み、大抵は「御方」と呼ばれる嫡子）が、朝廷の官職に就いている際に当主に与えられる家領とは別個に特別に与えられる所領のこと。寛永11年（1634年）以後、家格や官職に応じて50-200石が与えられるようになった。